# Dolly's Vacation
Dolly's Vacation è un film muto del 1918 diretto da William Bertram.

## Produzione
Il film fu prodotto dalla Diando Film Corporation.

## Distribuzione
Distribuito dalla Pathé Exchange, il film uscì nelle sale cinematografiche USA il 29 dicembre 1918. In Francia fu distribuito il 5 dicembre 1919 con il titolo Les vacances de Dolly.